# 1000mods
1000mods è un gruppo musicale stoner metal di Chiliomodi, Grecia, formatasi nel 2006.  Il gruppo è composto da Dani G. (voce e basso), Giannis S. (chitarra), Giorgos T. (chitarra) e Labros G. (batteria). Il nome scelto dal gruppo è un gioco di parole legato al villaggio in cui si formarono, in quanto 1000 in greco si pronuncia "chillia" ("chilliamods").

## Storia
Il gruppo si è formato nel 2006 e ha pubblicato i suoi primi due EP Blank Reality nel 2007 e Liquid Sleep nel 2009.
Nell'ottobre 2010 hanno prodotto il loro primo album Super Van Vacation con Billy Anderson (Sleep, Neurosis). Per promuovere il loro primo album, suonano in due tour europei con 40 spettacoli in 15 paesi, inclusi festival come Rockwave Festival, Desertfest e Lake on Fire. 
Il secondo album Vultures viene pubblicato il 30 maggio 2014 con l'etichetta The Lab Recordas, promosso in Europa tra ottobre e novembre del 2014 con il tour Claws Over Europ seguito nel maggio 2015 da un tour come gruppo di supporto ai The Atomic Bitchwax.
Nel settembre 2016 il gruppo pubblica il suo terzo album Repeated Exposure To... con l'etichetta Ouga Booga e Mighty Oug Recordings. L'album viene prodotto e mixato da 1000mods e George Leodis presso i Wreck It Sound Studios di Corinto, in Grecia. L'album è  masterizzato da Brad Boatright (Sleep, Toxic Holocaust) agli Audiosiege Studios di Portland. Nell'ottobre 2016 la band intraprende un tour europeo di 27 date con Monkey3 e Moaning Cities.
Il loro tour del 2017 Repeated and Exposed to... prevede un totale di 42 date in 15 paesi europei, partecipando a importanti festival come Up in Smoke, Desertfest e Keep it Low.
Tra febbraio e marzo 2018 i 1000mods si esibiscono per la prima volta in Canada, Stati Uniti e Messico con un tour di 29 spettacoli.

## Influenze
Le loro principali influenze musicali includono band come Black Sabbath, Color Haze, Kyuss, Red Fang e MC5.

## Discografia

### Album in studio
- 2011 - Super Van Vacation (Kozmik Artifactz)
- 2014 - Vultures (The Lab Records)
- 2016 - Repeated Exposure To... (Ouga Booga and the Mighty Oug Recordings)
- 2020 - Youth of Dissent (Ouga Booga and the Mighty Oug Recordings)
- 2024 - Cheat Death (Ouga Booga and the Mighty Oug Recordings)

### EP
- 2009 - The Woodrose Effect EP
- 2007 - Blank Reality
- 2009 - Liquid Sleep (SuiSound Productions / CTS Productions)

### Singoli
- 2012 - Valley of Sand (The Lab Records)
- 2020 - Pearl (Ouga Booga and the Mighty Oug Recordings)